# 매슈 페리 (군인)
매슈 캘브레이스 페리(영어: Matthew Calbraith Perry, 1794년 4월 10일 ~ 1858년 3월 4일)는 미국의 함대사령관이며 그의 형은 올리버 페리이다. 쇄국정책을 펼치던 일본의 에도 시대에 함대를 이끌고 무력시위를 하여 가나가와 조약을 체결하여 일본을 개항시킨 인물이다. 내항 당시 막부는 네덜란드어 통역을 사용했기 때문에, 당시 문서에는 네덜란드 발음 '페루리'(ペルリ)로 표기되었다. 윌리엄 페리(1927-) 전 북핵조정관은 그의 일가이다.

## 생애
매슈 C. 페리는 1794년 4월 10일에 로드아일랜드주 뉴포트에서 미국 해군의 사략선 선장 크리스토퍼 레이먼드 페리의 3남으로 태어났다. 1809년 16세에 형 올리버의 뒤를 이어 해군에 입대하고 미영 전쟁 (1812-1815)에 형 2명과 함께 1812년부터 참전했다. 1833년에 브루클린 해군 공창의 조선소장이 되고, 1837년 12월에는 그해 5월에 진수된 미국 해군 최초의 증기선 제2의 풀턴 호 (en)의 선장으로 부임한다.
1840년 6월에 함대사령관으로 승진하고 1841년에는 브루클린 해군공창의 사령관이 되었다. 증기선을 주력으로 하는 해군의 강화책을 진행함과 동시에 사관교육의 임무를 맡아‘증기선의 아버지’라고 칭송받는다.

## 일본 개항

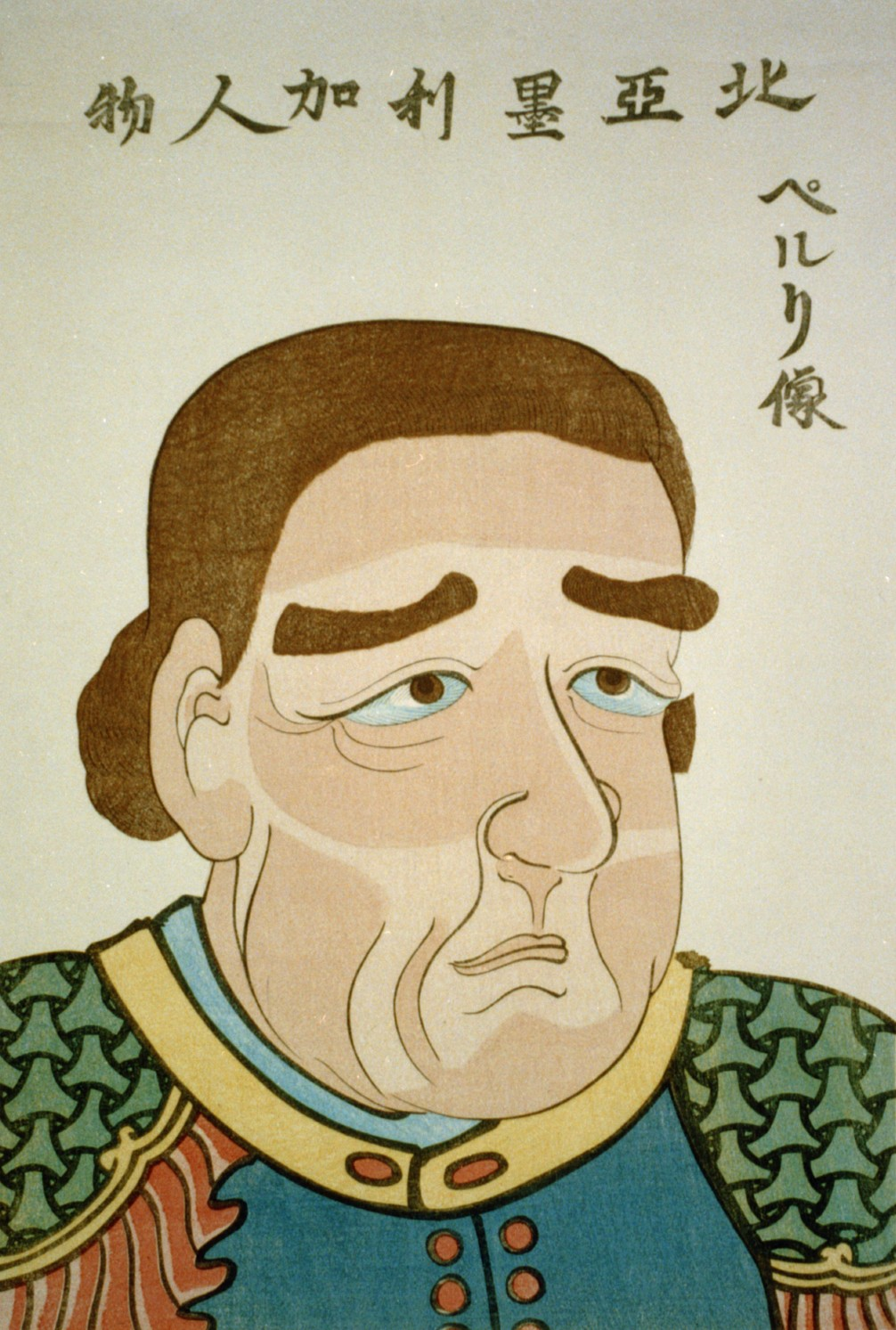
일본의 판화에 등장한 페리, 1854년경

1852년 3월 동인도함대의 사령장관에 취임했고 제13대 대통령 밀러드 필모어에 의해 미국과의 통상을 위해 필요하다면 포함외교를 써서라도 일본을 개항하라는 임무를 받았다.
증가하는 미국-청나라 교역, 일본 근해의 미국 포경선 존재, 그리고 아시아 잠재 석탄보급지들의 영국과 프랑스에 의한 독점증대, 이것들이 미국의 새 통상지를 개척해야 할 요인이었다. 많은 미국인들이 ‘명백한 운명’의 개념에 사로잡혀 있었고, 낙후지로 인식되는 아시아에게 서양 문명의 혜택을 강요하고자 했다. 일본은 페리의 내항에 대해 네덜란드로부터 사전경고를 받았는데 250년간 지속해 온 쇄국정책을 당연히 꺼려했다.
1852년 11월에 밀러드 필모어 대통령의 친서를 휴대하고 버지니아주 노퍽을 출항했다. 프리깃함 미시시피 호를 기선으로 한 4척의 함대는 카나리아 제도, 케이프타운, 싱가포르를 경유하여 1853년 7월 8일에 우라가에 입항했다.
7월 14일에 막부 측이 지정한 구리하마에 호위를 거느리고 상륙하여 도다 우지요시와 이도 히로미치에게 밀러드 필모어 대통령의 친서를 전달했다. 구체적 협의를 진행하지는 않은 채 개국을 요구했으며, 막부 내 사정을 받아들여 다음 해(1854) 7월 까지의 만 1년의 협상유예에 동의했다. 그후 며칠간만 측량한 후 보급 등 함대의 사정으로 류큐로 돌아가 기항했다.
태평천국의 난이 일어나면서 미국에 극동사정이 전해지는 중이던 1854년 2월에는 만 1년이라는 협상유예 약속을 깨어 버렸다. 2월 13일에 기함 서스케하나 호(en) 등 군함 10척과 해군 1,600명을 이끌고 현재의 가나가와현(神奈川県) 요코하마시 가나자와구(金沢区) 앞바다에 육박해 입항을 강요했다. 3월 8일에 입항하고 조약체결을 요구하여, 3월 31일에 요코하마에서 가나가와 조약을 조인했다. 또 그 후, 나하에 기항하여, 7월 11일에는 류큐 왕국과도 미류수호조약을 체결했다.
귀국한 후에는 각 나라의 원정기를 작성하였다. 말년의 사진을 보면 가발을 착용하고 있다. 1858년에 간암으로 사망하여 출생지 뉴포트의 아일랜드 묘지에 묻혔다.

## 기념
- 구리하마 페리 축제
- 페리 공원 - 요코스카시 구리하마

## 갤러리

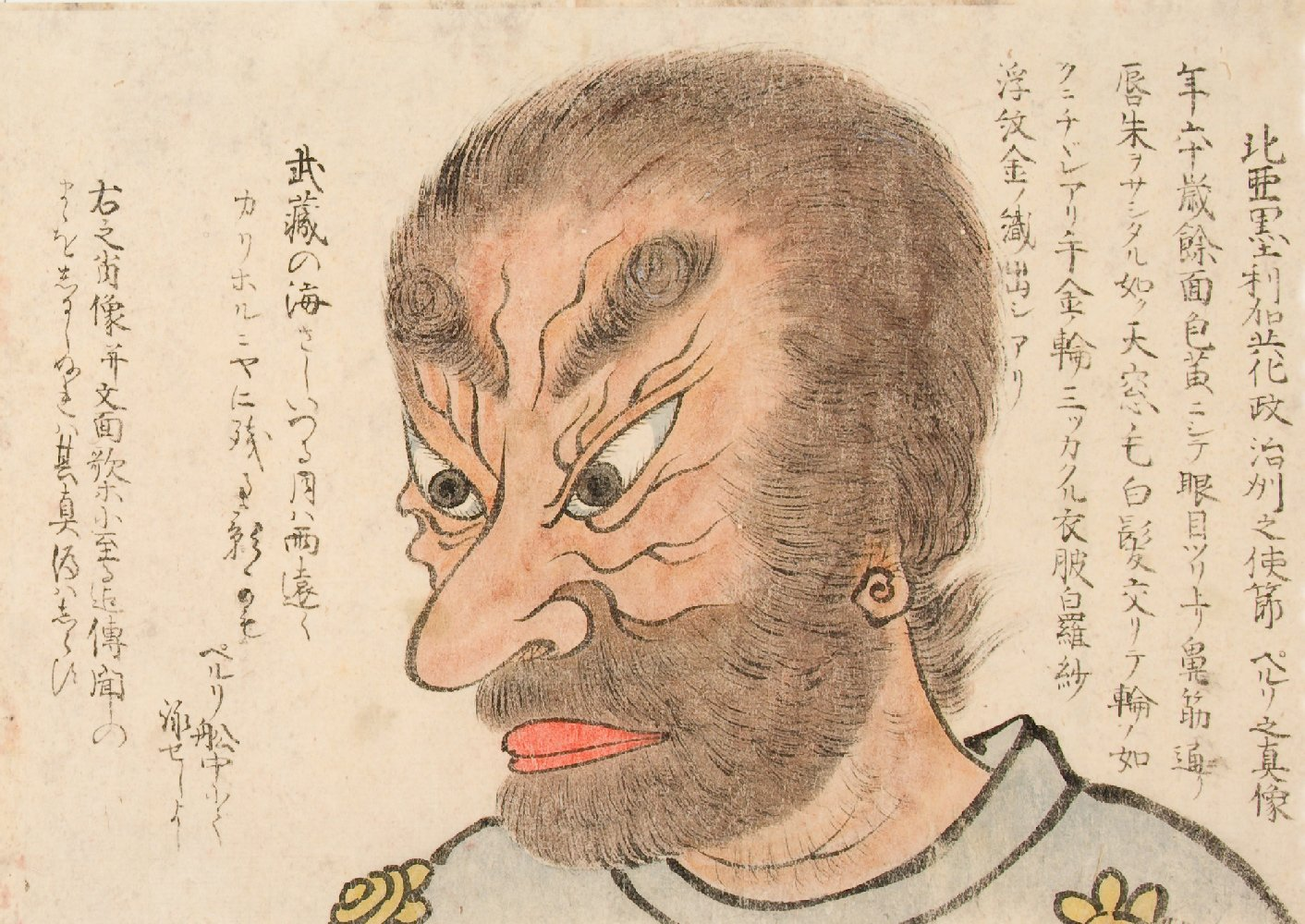
1854년 흑선 스크롤 (Black Ship Scroll)에 등장하는 미국 장교
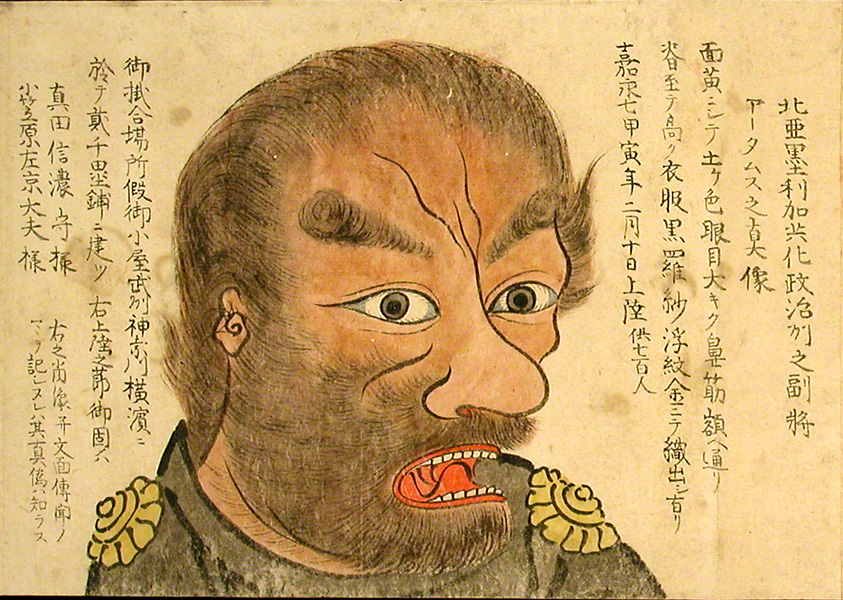
1854년 흑선 스크롤에 등장하는 Henry A. Adams (매슈 C. 페리의 참모장)
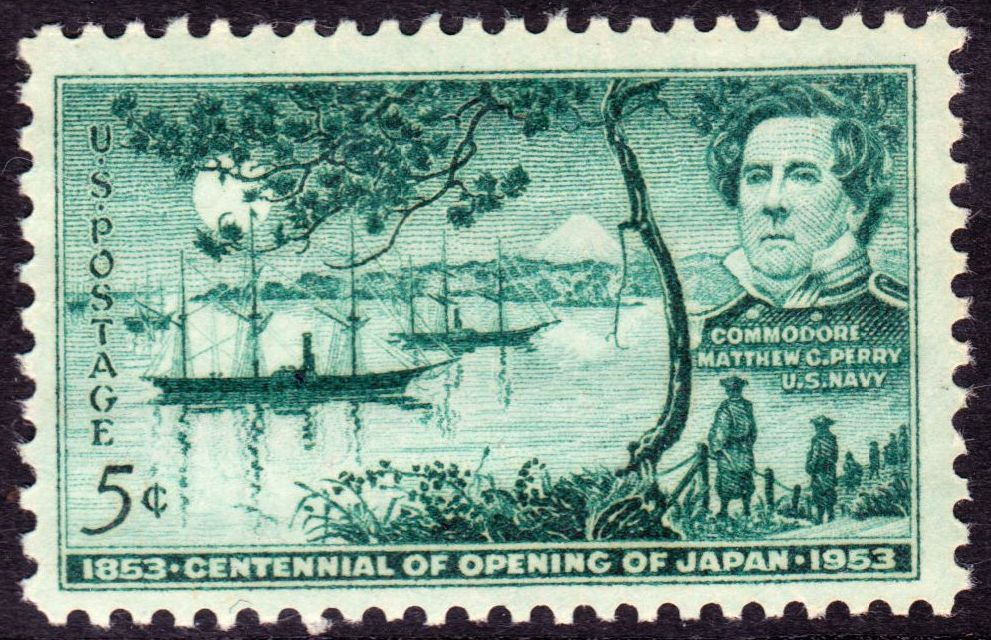
페리내항 100주년 기념 우표, 1953년
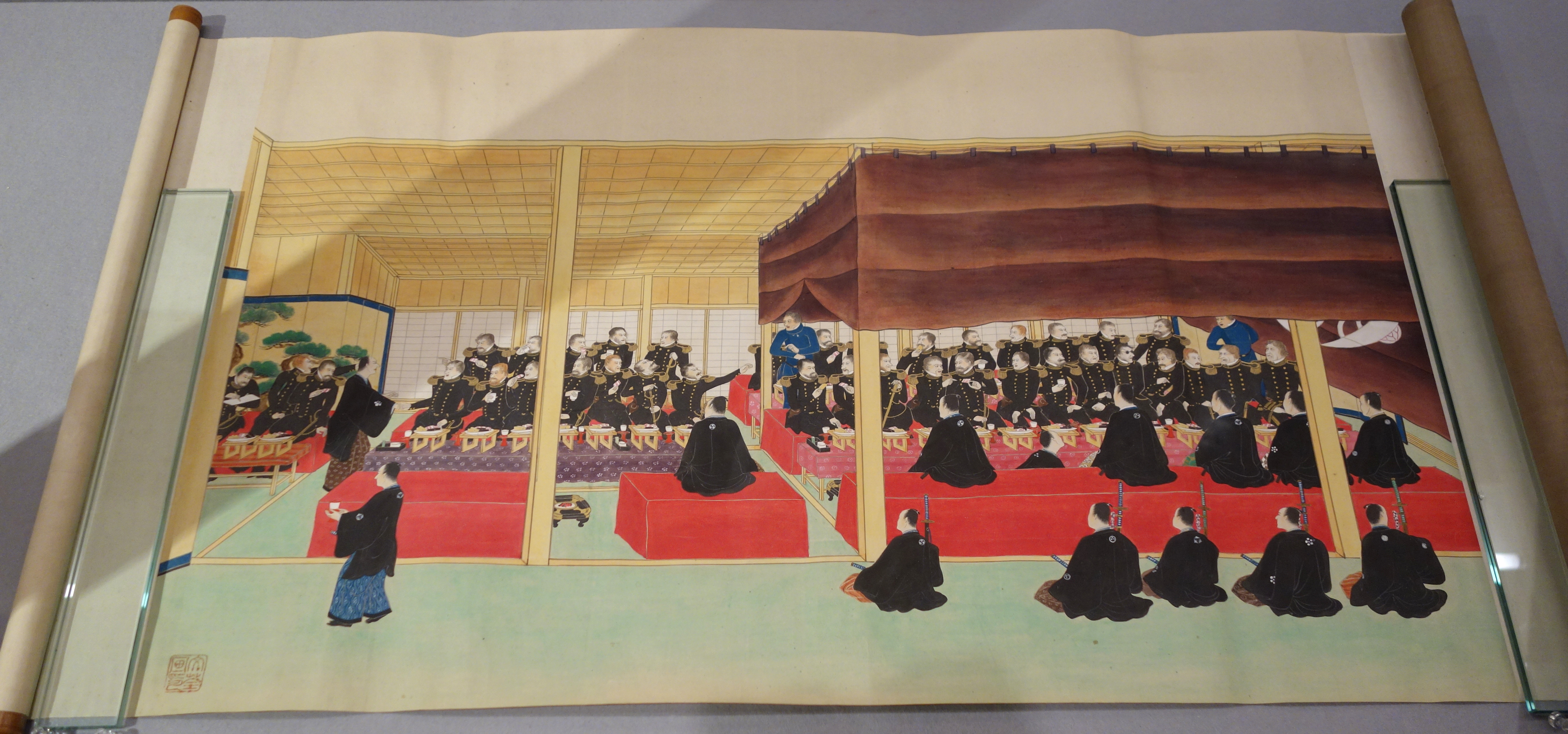
페리의 연회
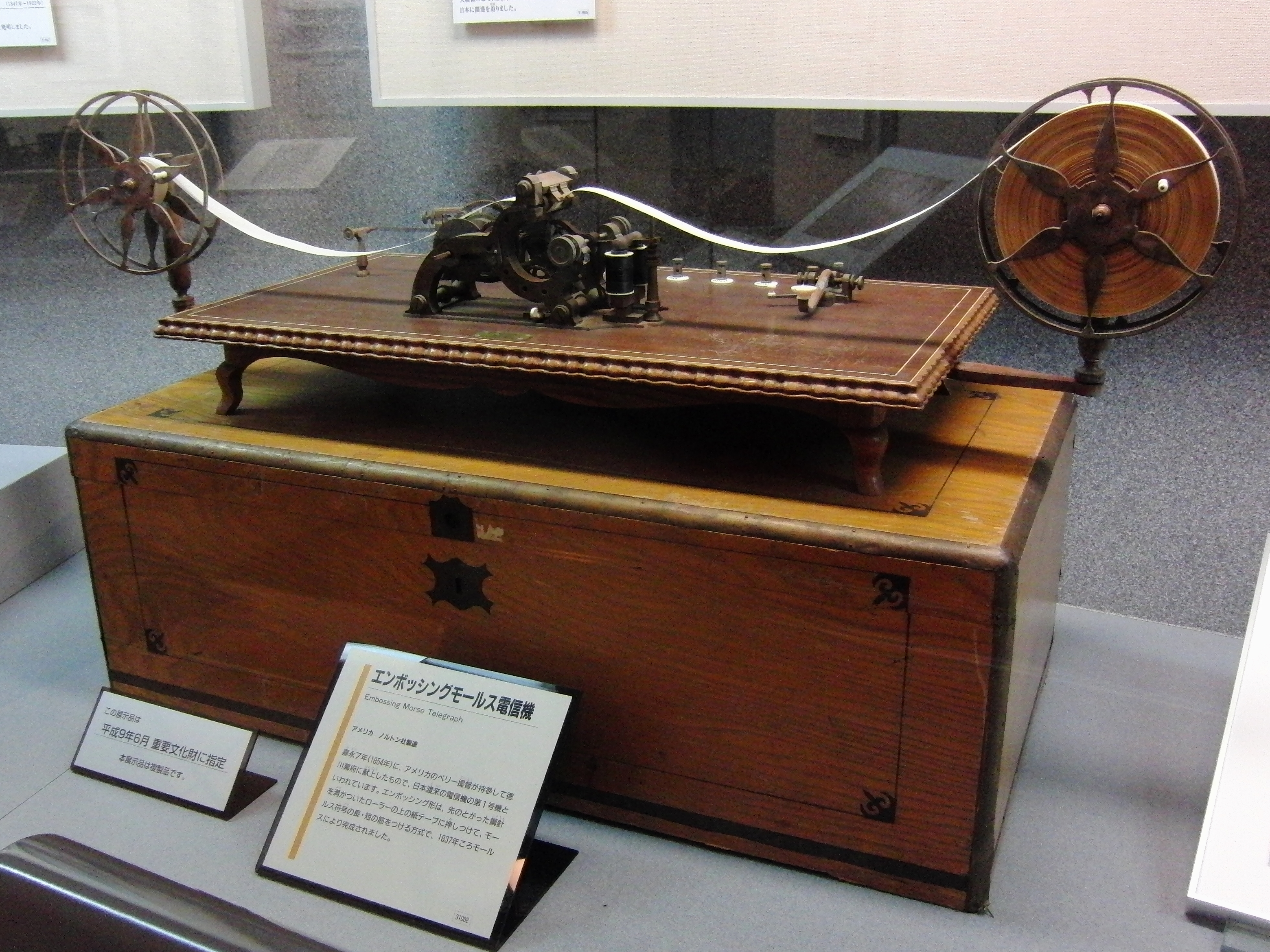
페리가 막부에 기증한 엠보싱 전신기
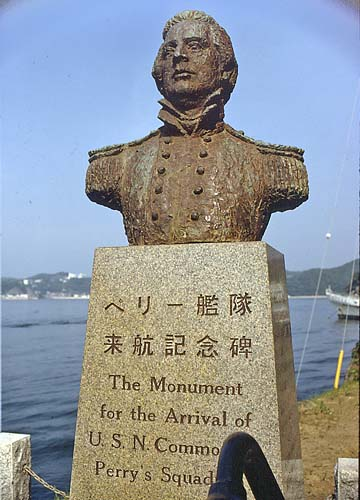
페리의 흉상, 시즈오카현 시모다
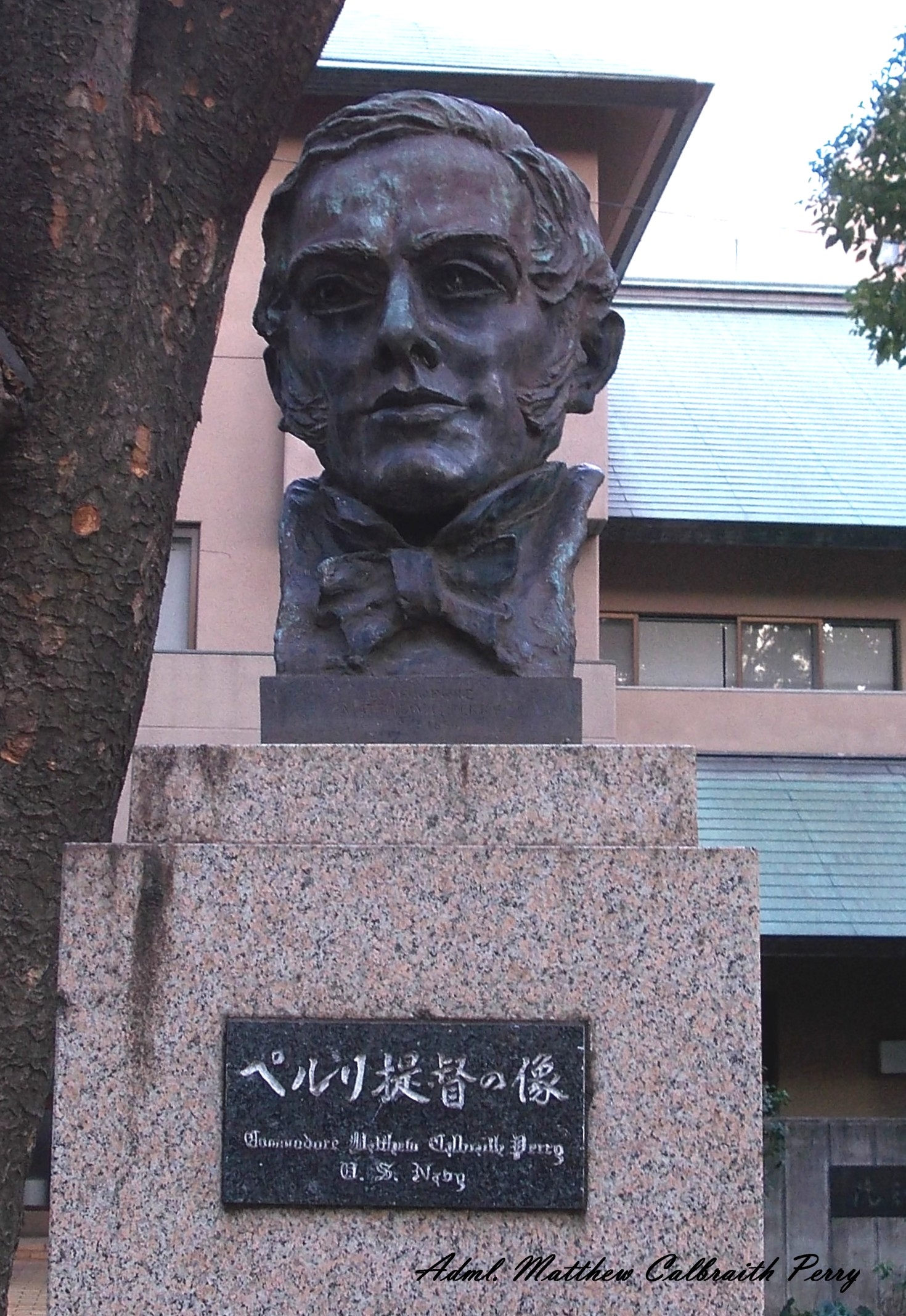
페리의 두상, 시모다
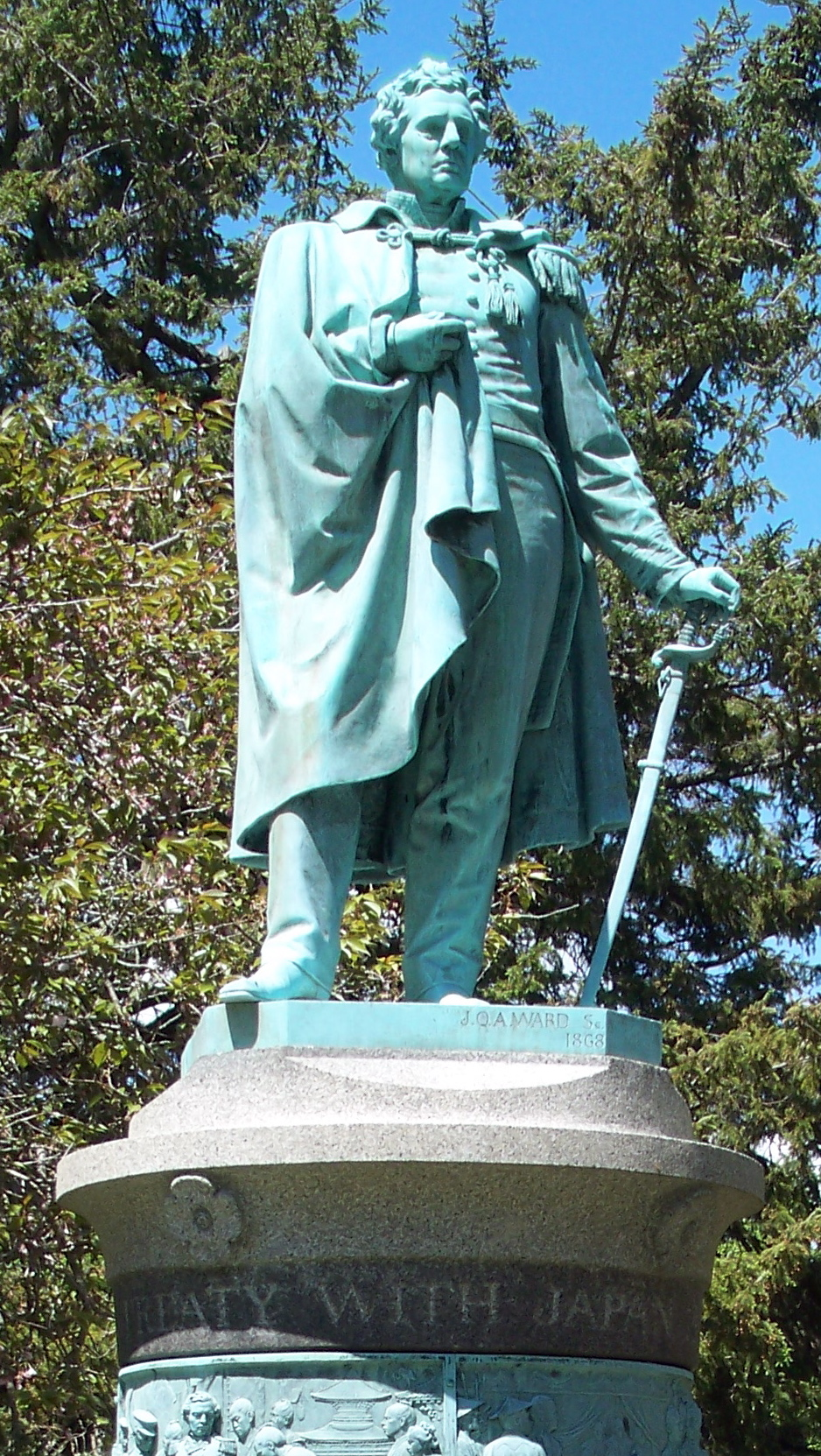
페리의 동상, 뉴포트

## 같이 보기
- 포함 외교
- 페리 원정(흑선내항 黒船来航)